# Sinclair Oil
La Sinclair Oil (nome completo Sinclair Oil Corporation) è una società petrolifera statunitense. Possiede e gestisce raffinerie, stazioni di servizio, hotel, una stazione sciistica e un ranch di bestiame.
Il logo della società presenta la sagoma di un grande dinosauro verde, basato sull'idea che i depositi di petrolio sottoterra provengano dai fossili dei dinosauri.

## Storia
La società fu fondata da Harry F. Sinclair il 1º maggio 1916 come Sinclair Oil and Refining Corporation.
Negli anni '20 il discredito della compagnia fu tale, da renderla sospetta di malversazioni anche fuori degli Stati Uniti: nel cosiddetto scandalo Sinclair, ad esempio, si ipotizzò il pagamento di una serie di tangenti tra la Sinclair e l'Italia fascista per ottenere il monopolio delle concessioni nel paese, la cui scoperta avrebbe portato, secondo alcune interpretazioni, all'assassinio del deputato socialista Giacomo Matteotti da parte del regime. Matteotti «avrebbe scoperto questo scandalo e sarebbe stato pronto a denunciarlo: per questo sarebbe stato ucciso», ma a tale tesi Marzio Breda e Stefano Caretti contrappongono una diversa interpretazione dei fatti.
Nell'epoca del suo maggior successo, dovuto alla presidenza Harding, Harry Sinclair fu però direttamente coinvolto nello scandalo Teapot Dome, uno dei maggiori scandali politici di allora negli Stati Uniti, relativo ad alcune concessioni petrolifere in Nord America.
La società fu coinvolta in un'ulteriore vicenda controversa in Italia, nel 1924, con la firma di una criticata convenzione con il governo Mussolini per lo sfruttamento dei giacimenti nel Paese.
Durante gli anni della Grande depressione, Sinclair cercò di acquistare compagnie che a causa di problemi economici rischiavano l'estinzione, come Pierce Petroleum Corporation, Rio Grande Oil Company, Richfield Oil Company, e Producers & Refiners Corporation (Parco).
Nel 1932 Sinclair ottenne il controllo delle attività di Prairie Oil and Gas, grazie a cui la compagnia divenne la detentrice del più grande sistema di oleodotti in America.
Alla Fiera Mondiale di Chicago del 1933-1934, la Sinclair sponsorizzò una mostra sui dinosauri intesa a sfruttare il legame tra la formazione dei giacimenti di petrolio e l'epoca dei dinosauri, un nesso ora in gran parte screditato. La mostra includeva un modello animato da 2 tonnellate di un brontosauro. La mostra si rivelò così popolare da ispirare una linea promozionale di brontosauri di gomma nelle stazioni della Sinclair, completi di teste e code dimenanti, e - alla fine - persino l'inclusione del logo del brontosauro nel marchio della ditta. Successivamente, dinosauri gonfiabili erano spesso regalati come articoli promozionali ed una loro versione antropomorfa appariva come addetto alle stazioni di servizio nelle pubblicità. In alcune località è presente un modello a grandezza naturale della mascotte a cavallo dell'ingresso dell'edificio.
Negli anni '30 e '40, la Sinclair attivò cinque programmi di azione che consentirono alla propria attività di sopravvivere durante il secondo conflitto mondiale. I programmi di azione consistevano nella seguenti strategie:
1. Vendette le sue filiali di marketing europee con un profitto di circa 1 milione di dollari;
2. Dal 1937 sviluppò una benzina a 100 ottani, mediante esperimenti con processi di alchilazione e polimerizzazione, e estese la sua produzione di benzina anche per l'aviazione;
3. Dal 1937 intensificò l'esplorazione petrolifera in Venezuela, scoprendo il giacimento di Santa Barbara prima dell'entrata in guerra degli Stati Uniti;
4. Potenziò la propria flotta di petroliere con 10 nuove navi veloci, consegnate tra il 1941 e il 1942; alcune di esse sopravvissero al conflitto bellico, favorendo la ripresa dell'attività nel dopoguerra;
5. Realizzò nuovo oleodotto per collegare la costa orientale con il fiume Ohio, servendo la regione di Allegheny e Washington DC in un momento in cui altri trasporti erano bloccati per necessità militari.

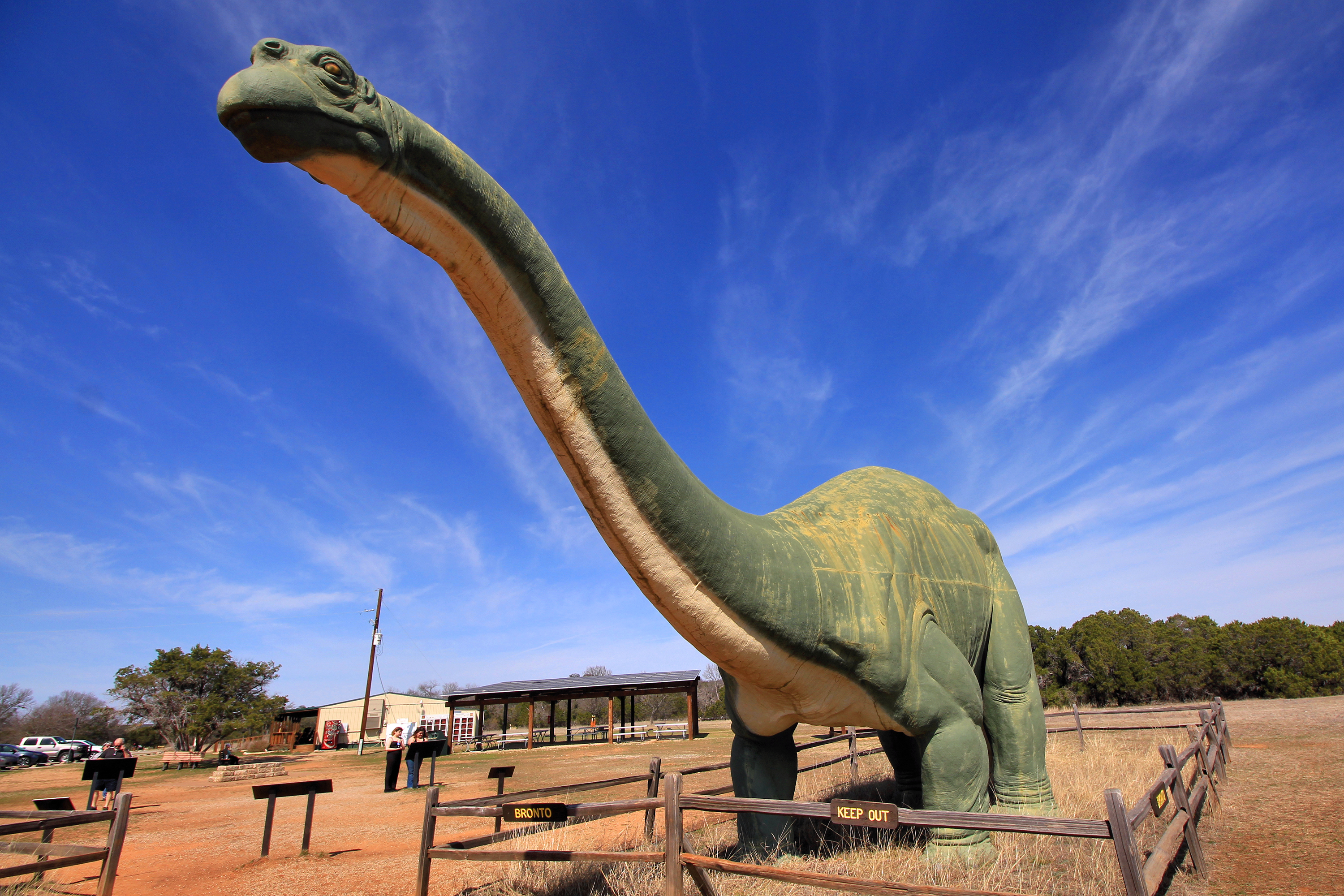
Il modello di dinosauro realizzato dalla Sinclair per l'Esposizione mondiale di New York del 1964, oggi conservato al Dinosaur Valley State Park, in Texas

Negli anni '50 e '60 la società è stata soggetta a una serie di cambi di dirigenza. Nel 1949 Harry Sinclair cedette il ruolo di presidente a Percy Spencer a cui seguirono Marvin Gosney nel 1955, Edward Steiniger nel 1958 e Orlando Thomas nel 1964.
Durante la sua attività, l'azienda ha cercato di implementare la propria produzione grazie a soluzioni tecnologiche tra cui l’utilizzo dei computer per automatizzare il lavoro.
L'aspetto marketing è stato una componente molto importante fin dagli anni '60, periodo in cui l'azienda ha iniziato a lavorare sulla propria immagine pubblica, proseguendo inoltre la tradizione delle mostre a tema preistorico iniziata negli anni '30.
Nel 1969 avvenne l'importante fusione tra la Sinclair e la Atlantic Richfield Company (ARCO).
Nel 1968 Earl Holding presentò una richiesta di acquisto per la società, ma fu anticipato dalla Pan American Sulphur Company (PASCO), che acquistò per prima le attività Sinclair nel 1972. Quattro anni dopo PASCO decise di vendere e Holding si fece nuovamente avanti riuscendo a siglare l'accordo.
Negli anni 2000 Ross Matthews è entrato a far parte dell'azienda ed ha fortemente contribuito alla strategia del gruppo in termini di investimenti in greggio e rivendita del prodotto. Matthews fu uno degli uomini a capitanare l'azienda durante la Grande Recessione del 2007 e prese il posto di Holding (morto nel 2013) nel 2009, diventando così il nuovo CEO dell'azienda.
La ripresa dalla crisi iniziò nel 2009, anno in cui la Società ricevette una linea di credito dalla Wells Fargo.

## Logo

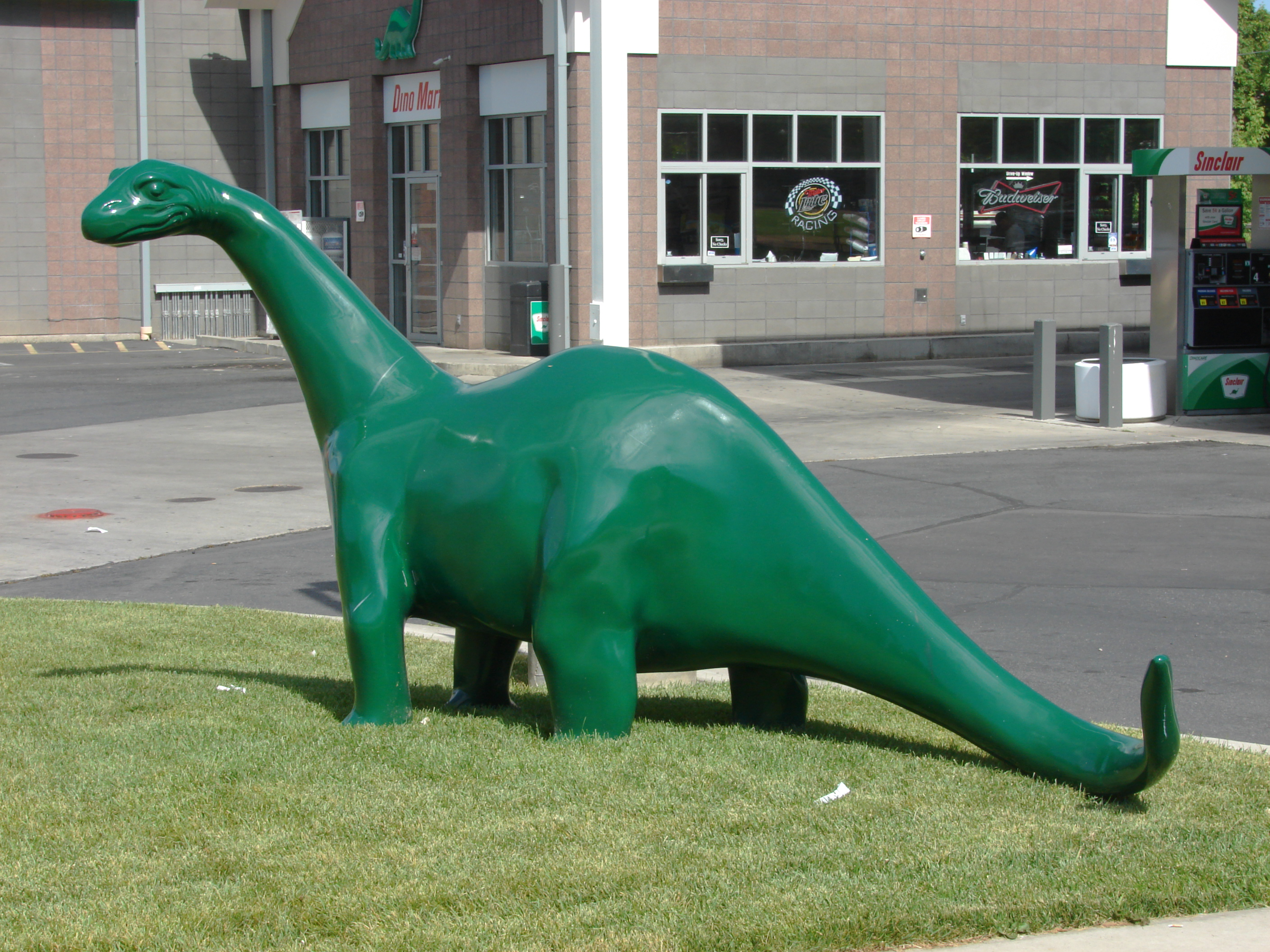
Il dinosauro della Sinclair in una stazione di servizio dello Utah.

Il simbolo della Società, l'apatosaurus "Dino" verde (talvolta confuso con un brontosauro), è stato introdotto nel 1930 per promuovere una linea di lubrificanti derivati da petrolio proveniente dalla Pennsylvania e risalente all'epoca dei dinosauri. La popolarità del personaggio fece sì che venisse registrato a tutti gli effetti come marchio nel 1932, diventando l’elemento distintivo di tutte le campagne di marketing avviate dall’azienda a partire dagli anni '30.
Il marchio ha ispirato la società immaginaria Dinoco presente in diversi film di animazione Pixar, come Cars e Toy Story, cui nome riprende invece il suffisso di altre compagnie, quali Amoco, Conoco e Sunoco.